# وقواق تدرجي
وقواق تدرجي (الاسم العلمي: Dromococcyx phasianellus)، هو وقواق من الإقليم المداري الجديد المنتمي إلى فُصيلة طيور جديدة الشكل وفصيلة الوقواقية. موطنه أمريكا الوسطى والجنوبية حيث يوجد في الغابات الاستوائية الوَهْدَة.